# Bon Palashir Padabali
Bon Palashir Padabali (бенг. বনপলাশীর পদাবলী; досл.: «Песни Бон Палаши») — индийская романтическая драма, снятая Уттамом Кумаром по одноименной повести Ромапады Чоудри и вышедшая в прокат 9 февраля 1973 года. Масштабная мелодрама о страсти, насилии и политике, действие которой происходит в маленькой деревне Бон Палаши, имеет две пересекающиеся сюжетные линии с разными персонажами, которые сливаются к концу фильма.

## Сюжет
Первая сюжетная линия связана с семьей Гириджапрасада. Когда-то один из лучших учеников, он уехал из деревни для дальнейшего обучения и вернулся спустя много лет. Односельчане сначала подумали, что он богат, а когда раскрылось его бедственное финансовое положение стали пренебрегать им. Его младший брат Гирин, остававшийся в деревне и прибравший к рукам всю семейную собственность, теперь богатый человек и пользуется у односельчан уважением. Дочь Гирипрасада Бимала приглянулась Правакару, чиновнику из местной администрации. Гирин хотел бы установить взаимовыгодные отношения с Правакаром и предлагает ему большое приданное, если тот женится на его дочери Тие.
Другая линия связана с жизнью крестьянина Удаса, он влюблен в подругу детства Падму, но решает жениться на Лакшми, отец которой может научить его водить автобус. Лакшми оказывается психически неуравновешенной и в итоге кончает жизнь самоубийством. Вскоре после этого Удас предлагает Падме выйти за него, но она отказывается. Разочарованный, он становится алкоголиком. Услышав слухи о том, что у Падмы роман с доктором, Удас решает его убить, но по ошибке убивает Падму.

## В ролях
- Уттам Кумар[англ.] — Удас Котал
- Суприя Деви — Падма
- Басаби Нанди — Лакшмимони
- Бикаш Рой[англ.] — Гириджапрасад
- Анил Чаттерджи[англ.] — доктор
- Мадхаби Мукерджи[англ.] — Бимала
- Джахар Рой[англ.] — отец Лакшми
- Молина Деви[англ.] — тётушка
- Самита Бисвас — тётушка в молодости
- Калипада Чакрабарти — отец Удаса
- Шипра Митра — жена Прасада

## Реакция
Журнал Film World отметил, что «как и большинство амбициозных постановок, эта 4-часовая эпопея имеет тенденцию затягиваться. Сюжет извивается, захватывая персонажей и ситуации, не всегда располагающие или существенные для темы … И все же фильм не лишен моментов остроты и юмора. Режиссура Уттама Кумара заслуживает похвалы за то, что позволила добиться компетентного исполнения от всех его артистов, включая новичков. Если бы он немного подкорректировал и отполировал сценарий, то получил бы более связный и увлекательный фильм».
Тем не менее в Калькутте картина собирала полные залы. Уттам Кумар также заявил, что все доходы от фильма пойдут на создание самодостаточной колонии для пожилых и утративших дееспособность артистов кино на окраине города. 

### Награды
Премия ассоциации бенгальских киножурналистов
- Лучшая роль второго плана — Басаби Нанди
- Лучший сценарий — Тарун Маджумдар
- Лучшие слова к песне — Гаурипрасанна Мазумдар[англ.]
- Лучший мужской закадровый вокал — Двиджен Мукерджи
- Лучший женский закадровый вокал — Лата Мангешкар